# Fântânele (okręg Teleorman)
Fântânele – wieś w Rumunii, w okręgu Teleorman, w gminie Fântânele. W 2011 roku liczyła 1700 mieszkańców.